# 加谷珪一
加谷 珪一（かや けいいち、1969年 - ）は、日本の経済評論家。

## 人物・来歴
1969年、宮城県仙台市生まれ。1993年、東北大学工学部原子核工学科卒業後、日経BP社に記者として入社。
野村證券グループの投資ファンド運用会社に転じ、企業評価や投資業務を担当していたという。
独立後、中央省庁や政府系金融機関などに対するコンサルティング業務に従事していたという。
現在は、経済、金融、ビジネス、ITなど多方面の分野で執筆活動を行っており、ニューズウィーク、現代ビジネスなど連載を持つ。
テレビやラジオでコメンテーター、パネリストなどを務める。

## 主張
- 2018年、シェアハウス投資「かぼちゃの馬車」などをめぐる不正融資問題が発覚し[4]、経営不振に陥ったスルガ銀行の収益力について、その前年に高い評価を与えていた[5]。成功の要因として、「全行をあげて個人向け融資へのシフト」や「ネットサービスの拡大による低コストの全国展開」などを挙げていた[5]。
- 日本が署名したRCEP（地域的な包括的経済連携協定）について、中国脅威論は論点がズレており、協定における最大の受益者は日本であるという立場をとる[6]。
- 歴史的資料を独自に収集し、太平洋戦争の戦費についてインフレ考慮後で国家予算の74倍と算定。日本の体力を超えた無謀な戦争だったと結論付けている。一方で日清戦争、日露戦争の戦費調達はグローバル市場を活用した理想的な手法であるとして高く評価した[7]。
- 基本的にむやみな財政拡大に否定的な立場だが、2020年4月の新型コロナウイルスの感染拡大に伴う緊急事態宣言では、国家の非常時であるとして50兆円の国債増発による全国民を対象とした給付金支給を主張。実際、その後に決定された補正予算では50兆円の国債増発が盛り込まれた[8]。
- 世界における日本の輸出シェアは急激に低下しており、競争力が低下していると指摘。今後は輸出産業に依存せず、国内消費で経済を回す消費主導型経済にシフトすべきと主張している[9]。
- 新型コロナウイルスの感染対策を通じて、中国の戦争遂行能力が高まっているのは明らかであり、中国の脅威に対する日本人の意識は甘いと指摘。中国に対抗することを国家戦略とするなら、現実を見据えた上で、相当な準備と覚悟が必要と主張している[10]。
- 2025年7月23日ひるおびに生出演し、日米関税交渉が合意した事を受け、「私は立場上あんまり特定の政権とか政治家とか褒めたりはしないんですが、これは歴史的快挙ではないかと思いますとし、「米国は絶対に25％の関税は譲らないって言ってきた。日本はそれを絶対に下げろと言ってきて全然合意に至らなかった。引いたのはトランプさんですから、譲歩を引き出したのは完全に日本側なので、これは100％、明らかに日本の勝利」と自身の見解を述べた。

## 著作
- 2014年
  - 1月「お金持ちの教科書」CCCメディアハウス
  - 11月「大金持ちの教科書」CCCメディアハウス
  - 12月「あなたの財布に奇跡が起こるお金の習慣」かんき出版
- 2015年
  - 1月「お金は「歴史」で儲けなさい」朝日新聞出版
  - 3月「稼ぐ力を手にするたったひとつの方法」清流出版
  - 6月「図解 お金持ちの教科書」CCCメディアハウス
  - 7月
    - 「あらゆるニュースをお金に換える　億万長者の情報整理術」朝日新聞出版
    - 「お金持ちになる習慣　「生きたお金の使い方」が身につく本」清流出版

  - 11月
    - 「これからのお金持ちの教科書」CCCメディアハウス
    - 「株で勝ち続ける人の常識 負ける人の常識」KADOKAWA
- 2016年
  - 2月「上司は「顧客」だと思いなさい: 出世する人はじつは会社に雇用されてない!」河出書房新社
  - 4月「お金持ちはなぜ「教養」を必死に学ぶのか」朝日新聞出版
  - 6月
    - 「教養として身につけたい戦争と経済の本質」総合法令出版
    - 「共働き夫婦のためのお金持ちの教科書 30年後もお金に困らない!」CCCメディアハウス

  - 8月「億万長者 100の言葉」宝島社
  - 9月
    - 「ポスト・アベノミクス時代の新しいお金の増やし方」ビジネス社
    - 「新富裕層の研究－日本経済を変えるあらたな仕組み」祥伝社

  - 11月「あなたの人生を変えるお金の教養」PHP研究所
- 2017年
  - 2月
    - 「最強のお金運用術　富裕層だけが知っている 1%の金利の魔法」SBクリエイティブ
    - 「組織で上に行く人は「どこ」で差をつけているのか?: 部長以上をめざすための41のポイント」実務教育出版
    - 「AI時代に生き残る企業、淘汰される企業」宝島社

  - 4月「感じる経済学 コンビニでコーヒーが成功して、ドーナツがダメな理由」SBクリエイティブ
  - 5月「世界のお金持ちが20代からやってきた お金を生む法則」ダイヤモンド社
  - 7月「ホンモノを見分けられる人に、お金は転がり込んでくる!」ぱる出版
  - 12月「臆病な金融ド素人がお金を増やそうと思ったら」WAVE出版
- 2018年
  - 1月「プロ投資家の「株を買いたくなる会社」の選び方 ―なぜトヨタは「買い」ではないのか」さくら舎
  - 3月「ポスト新産業革命 「人口減少」×「AI」が変える経済と仕事の教科書」CCCメディアハウス
  - 12月「億万長者への道は経済学に書いてある」クロスメディア・パブリッシング(インプレス)
- 2019年
  - 3月「定年破産絶対回避マニュアル」講談社+α新書
  - 12月「日本はもはや後進国」秀和システム
- 2020年
  - 5月「貧乏国ニッポン ますます転落する国でどう生きるか」幻冬舎新書
  - 10月「日本は小国になるが、それは絶望ではない」KADOKAWA
  - 11月「お金で絶対に苦労しない方法を教えてください！」プレジデント社
- 2021年
  - 1月「お金は「教養」で儲けなさい」朝日新聞出版
  - 5月「中国経済の属国ニッポン　マスコミが言わない隣国の支配戦略」幻冬舎新書
  - 10月「150人のお金持ちから聞いた 一生困らないお金の習慣」CCCメディアハウス
  - 12月「脱日本入門」文藝春秋
- 2022年
  - 1月「国民の底意地の悪さが、日本経済低迷の元凶」 幻冬舎新書
  - 5月「戦争の値段 / 教養として身につけておきたい戦争と経済の本質」祥伝社黄金文庫